# Гданська затока
Гда́нська зато́ка, також Ґда́нська зато́ка (пол. Zatoka Gdańska, каш. Gduńskô Hôwinga, нім. Danziger Bucht, лит. Gdansko/Danzigo įlanka) — затока на південному сході Балтійського моря. Назва на честь міста Гданськ.
У затоку впадає річка Вісла. На північному заході Гельська коса відокремлює від Гданської затоки Пуцьку затоку, а на південному сході Віслинська коса — Віслинську затоку, яка з'єднана з відкритим морем Балтійською протокою.
- Довжина 74 км
- Ширина у входу 107 км,
- Глибина до 115 м.
- Солоність менше ніж 8 ‰.

Бухта омиває береги Поморського воєводства (мис Розеве, Гельська коса) і Калінінградської області Росії (Земландський півострів).
Бухта приймає три гирла Вісли — Ленівка, Сміла Вісла, і Мертва Вісла — через Віслинську затоку двома гирлами, Ногат і Шкарпава і річку Преголя.

## Міста
- Калінінград
- Гданськ
- Гдиня
- Пуцьк
- Сопот
- Приморськ
- Балтійськ